# Salmo obtusirostris
Salmo obtusirostris, conosciuta comunemente come trota illirica, è un pesce d'acqua dolce appartenente alla famiglia Salmonidae.

## Distribuzione e habitat
La trota illirica è diffusa in un areale piuttosto ristretto: abita l'area balcanica ed è stata localizzata in Croazia, Bosnia ed Erzegovina e Montenegro, nel bacino idrografico dei fiumi Krka, Jadro, Neretva e Zeta. È stata introdotta nella Zrnovica. 
 Il suo habitat è in tutti i torrenti carsici (nella zona dei Salmonidi) con acque fredde, a forte corrente e ben ossigenate.

## Descrizione
È simile alla trota fario, ma è comunque ben distinguibile in base a vari caratteri:
- Il muso è ottuso con un muso allungato (aspetto da temolo)
- La bocca è più piccola e dotata di labbra carnose e non oltrepassa il bordo dell'occhio
- La pinna caudale è forcuta, con una netta intaccatura centrale
- Le squame sono relativamente grandi
- La colorazione è argentea, talvolta con riflessi giallastri, il ventre bianco. Il dorso ed i fianchi sono fittamente punteggiati di nero e rosso.

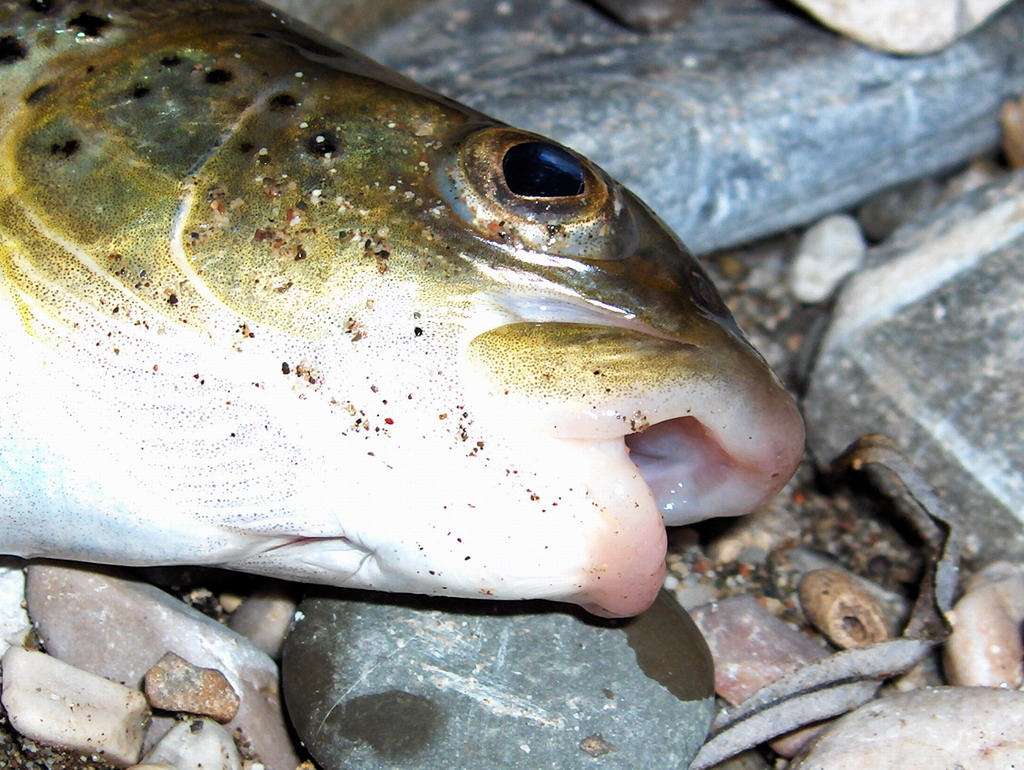
particolare della bocca

## Riproduzione
Simile a quella delle trote di torrente. La riproduzione, al contrario della maggioranza dei salmonidi, avviene in primavera. Molti aspetti della sua biologia non sono ancora ben conosciuti.

## Conservazione
La specie è minacciata dalla pesca illegale, dall'inquinamento, dagli sbarramenti dei corsi d'acqua e dall'ibridazione con trote di altre specie introdotte nei suoi ambienti naturali.

## Tassonomia e Zoogeografia
È una specie di grande interesse zoogeografico in quanto discende dallo stesso antenato comune che ha dato origine alle trote (Salmo trutta complex), da cui si è separata assieme al carpione del Lago di Ocrida durante il Pliocene (circa 5 milioni di anni fa); proprio una popolazione di questi antichi salmonidi rimasta intrappolata nei balcani occidentali avrebbe dato origine a questa specie, rifugiandosi nei fiumi dalmati durante il Pleistocene.
In passato alcuni ittiologi l'hanno ascritta al genere monotipico Salmothymus, oppure al genere Acantholingua assieme a Salmo ohridanus.